# Championnat du Kirghizistan de football 1999
Navigation
Saison précédente Saison suivante
La saison 1999 du Championnat du Kirghizistan de football est la huitième édition de la première division au Kirghizistan. Les douze clubs engagés sont regroupés au sein d'une poule unique où ils s'affrontent deux fois, à domicile et à l'extérieur. En fin de saison, les trois derniers du classement sont relégués et remplacés par les trois meilleurs clubs de deuxième division.
C'est le Dinamo Bichkek, double tenant du titre, qui remporte à nouveau la compétition cette saison après avoir terminé en tête du classement final, avec six points d'avance sur le SKA-PVO Bichkek et sept sur le duo Zhashtyk Ak Altyn Kara-Suu-Polyot Bichkek. C'est le troisième titre de champion du Kirghizistan de l'histoire du club.
Avant le début de la saison, deux clubs changent de nom : le Sverdlovskye ROVD SK Bichkek devient le Polyot Bichkek et le National Guard Bichkek prend le nom de SKNG-Guardia Bichkek. De plus, c'est le Dordoi Naryn qui est promu en première division, à la place du club de Manas Talas.

## Les clubs participants
- SKA-PVO Bichkek
- FC Alay Och
- Dordoi Naryn - Promu de D2
- FC Semetei Kyzyl-Kiya
- Dinamo Ala-Buka
- Zhashtyk Ak Altyn Kara-Suu
- SKNG-Guardia Bichkek
- CAG-Dinamo-MVD Bichkek
- Energetik Karakol
- KVT Dinamo Kara-Balta
- Dinamo Djalalabad
- Polyot Bichkek

## Compétition
Le barème de points servant à établir le classement se décompose ainsi :
- Victoire : 3 points
- Match nul : 1 point
- Défaite : 0 point

### Classement
| Rang | Équipe                     | Pts | J  | G  | N | P  | Bp | Bc | Diff |
| ---- | -------------------------- | --- | -- | -- | - | -- | -- | -- | ---- |
| 1    | CAG-Dinamo-MVD BichkekT    | 54  | 22 | 17 | 3 | 2  | 60 | 12 | +48  |
| 2    | SKA-PVO BichkekC           | 48  | 22 | 14 | 6 | 2  | 60 | 14 | +46  |
| 3    | Zhashtyk Ak Altyn Kara-Suu | 47  | 22 | 15 | 2 | 5  | 48 | 18 | +30  |
| 4    | Polyot Bichkek             | 47  | 22 | 14 | 5 | 3  | 50 | 18 | +32  |
| 5    | Dordoi NarynP              | 33  | 22 | 11 | 0 | 11 | 37 | 40 | -3   |
| 6    | SKNG Guardia Bichkek       | 31  | 22 | 9  | 4 | 9  | 34 | 28 | +6   |
| 7    | KVT Dinamo Kara-Balta      | 30  | 22 | 9  | 3 | 10 | 31 | 42 | -11  |
| 8    | FC Alay Och                | 30  | 22 | 8  | 6 | 8  | 40 | 48 | -8   |
| 9    | FC Semetei Kyzyl-Kiya      | 29  | 22 | 9  | 2 | 11 | 34 | 29 | +5   |
| 10   | Energetik Karakol forfait  | 10  | 22 | 3  | 1 | 18 | 12 | 61 | -49  |
| 11   | Dinamo Ala-Buka exclu      | 9   | 22 | 2  | 3 | 17 | 15 | 58 | -43  |
| 12   | Dinamo Djalalabad          | 9   | 22 | 2  | 3 | 17 | 9  | 62 | -53  |

|  | Champion du Kirghizistan 1999                                                 |
|  | Relégation directe en deuxième division                                       |
|  | T : Tenant du titre C : Vainqueur de la Coupe du Kirghizistan P : Promu de D2 |

- Le club d'Energetik Karakol se retire du championnat à l'issue de la phase aller. Le Dinamo Ala-Buka est quant à lui exclu de la compétition

## Bilan de la saison
| Championnat du Kirghizistan de football 1999 |                                   |
| Champion                                     | CAG-Dinamo-MVD Bichkek (3e titre) |
| Coupes et trophées                           |                                   |
| Vainqueur de la Coupe du Kirghizistan 1999   | SKA-PVO Bichkek                   |
| Qualifications continentales                 |                                   |
| Coupe d'Asie des clubs champions 2000-2001   | Aucun                             |
| Coupe des Coupes 2000-2001                   | Aucun                             |
| Promotions et relégations                    |                                   |
| Promus en Vysshaya Liga                      | Dinamo-Manas-SKIF Bichkek         |
| Promus en Vysshaya Liga                      | Issyk-Kul Karakol                 |
| Promus en Vysshaya Liga                      | Manas-Dinamo Talas                |
| Relégués en Deuxième division                | Energetik Karakol                 |
| Relégués en Deuxième division                | Dinamo Ala-Buka                   |
| Relégués en Deuxième division                | Dinamo Djalalabad                 |